# Karl von Pflanzer-Baltin

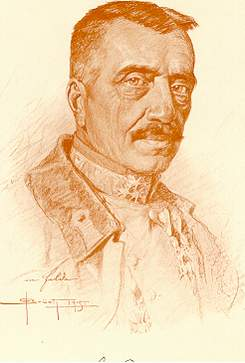
Karl von Pflanzer-Baltin.

Karl von Pflanzer-Baltin, född den 1 juni 1855 i Fünfkirchen, Ungern, död den 8 april 1925 i Wien, var en österrikisk friherre och fältmarskalk.
von Pflanzer-Baltin blev 1871 officer vid kavalleriet, 1884 generalstabsofficer, 1896 stabschef vid 11:e armékåren, 1897 överste, 1903 infanteribrigadchef och generalmajor, 1907 fältmarskalklöjtnant och fördelningschef, 1914 general av kavalleriet, 1916 generalöverste och 1918 
fältmarskalk. Åren 1911-14 var han generalinspektör för officersskolorna. Under första världskriget förde han 1914-16 7:e armén på österrikiska frontens yttersta högra flygel, återerövrade 1915 Bukovina från ryssarna, motstod framgångsrikt ryssarnas anfall under nyårsslaget 1915-16, men förmådde inte hindra dessa att under Brusilovs 1:a offensiv åter sätta sig i besittning av Bukovina (i juni 1916). von Pflanzer-Baltin blev då generalinspektör för fottrupperna och sedan (i juli 1918) överbefälhavare i Albanien, där han i en följd av strider (i juli och augusti) besegrade de allierade italienarna och fransmännen. Han avgick ur aktiv tjänst i december 1918.